# Clement Attlee
Clement Richard Attlee OM (Earl (Gróf) Attlee of Walthamstown, Prestwood Vikomt), (London, 1883. január 3. – London, 1967. október 8.) brit munkáspárti politikus, 1945. július 26. és 1951. október 26. között az Egyesült Királyság miniszterelnöke. Hivatali ideje alatt folytak a második világháborút lezáró béketárgyalások és kezdődött meg Nagy-Britannia újjáépítése és a Brit Nemzetközösség létrehozása.

## Élete
1883. január 3-án született Londonban, a sikeres ügyvéd,
Henry Attlee (1841–1908) és Ellen Watson (1847–1920) nyolc gyermeke közül a hetedikként. Az Oxfordi Egyetemen jogot tanult, és kitüntetéssel végezte el az iskolát. 1905-től három évig ügyvédként működött, és közben önkéntes munkát végzett kelet-londoni régi iskolájában, ahol klubot vezetett a munkásosztálybeli gyerekeknek. Az itt szerzett tapasztalatai hatására megváltoztak addigi konzervatív nézetei, elkötelezett szocialistává vált, 1908-ban csatlakozott a Munkáspárthoz, aktívan vett részt 1911-ben a David Lloyd George pénzügyminiszter által kidolgozott nemzeti biztosítási törvény népszerűsítésében. 1912-től a londoni közgazdasági iskolában tanított. Az első világháború idején kapitányi rangban részt vett a Gallipoli csatában, ahol vérhasban megbetegedett, majd Irakban harcolt, ahol egy srapneltől súlyosan megsebesült. 1917-től Angliában őrnagyként katonákat képezett ki. 1918. júliustól Franciaországban harcolt a háború végéig. A háború után 1923-ig ismét közgazdaságtant tanított. 1922-ben feleségül vette Violet Millart, akivel előző évben találkozott egy olaszországi kiránduláson. Az asszony 1964-ben bekövetkezett haláláig éltek odaadó házasságban. Négy gyermekük született: Janet Helen (*1923), Felicity Ann (1925–2007), Martin Richard (1925–1991) és Alison Elizabeth (*1930).

## Politikusi pályája
1919-ben London Stepney kerületének polgármestere lett, ez volt a város egyik legszegényebb negyede. Vezetésével a kerület elérte, hogy az ingatlantulajdonosok lakhatóvá tegyék a nyomornegyedet, és védőnők, valamint egészségügyi ellenőrök segítségével csökkentették a csecsemőhalandóság arányát. 1922-ben a limehouse-i választókörzet parlamenti képviselője lett, az első munkáspárti kormány idején (1924) hadügyi államtitkár, a második kormány alatt (1929–31) tárca nélküli, majd postaügyi miniszter volt. 1927-ben tagja volt a többpárti Simon Bizottságnak, amely India önrendelkezésének lehetőségét vizsgálta meg. 1935-től a Munkáspárt vezetője, George Lansbury lemondása után, aki ellenezte a szankciók bevezetését Olaszország ellen az abesszíniai háború miatt.
Attlee korán felismerte a náci Németországból fenyegető veszélyt, és ennek jeleit: a fegyverkezési versenyt, a müncheni egyezményt, a német igényt a Szudétavidékre. Ellenezte a Neville Chamberlain-kormány által 1939-ben bevezetett hadkötelezettséget is. Norvégia német megszállása miatt Chamberlain kénytelen volt lemondani. Az új miniszterelnök, Winston Churchill kénytelen volt koalícióra lépni a Munkáspárttal. A háborús kabinetben Attlee egyre fontosabb szerepet vállalt, és 1942-től miniszterelnök-helyettes és a tengerentúli területek minisztere, 1943-tól a Királyi titkos tanács elnöke (Lord President of the Council) lett.
1945-ben az európai harcok befejezése után a Munkáspárt felmondta a koalíciót Churchillel, és a parlamenti választásokon győztes Attlee és pártja alakított kormányt. Népszerű programot indítottak a jóléti állam és a szociális reform meghirdetésével. Kétszáz fontos törvény született 1945 és 1948 között a radikális reformok végrehajtására, nyugdíjak és egyéb juttatások emelésére, az állami egészségügyi rendszer működésének korszerűsítésére. Államosították a legnagyobb angol bankot, a szénbányákat, vasutakat, a villamosenergia-, vas- és acélipart, a távírórendszert. A Marshall-segély segítségével felszámolták a háborús károkat. Az Egyesült Királyság részvételével megalakult a Nyugat-európai Unió és a Észak-atlanti Szerződés Szervezete (NATO).
Megkezdődött a Brit Birodalom felbomlása, sorra nyerték el függetlenségüket a gyarmatok: Transzjordánia, India, Pakisztán, Burma, Ceylon, valamint megszűnt a palesztinai brit mandátum, és megalakult Izrael állam.
1951-re meggyengült a Munkáspárt, az októberi választásokon a konzervatív párt győzött, és Winston Churchill lett újra a miniszterelnök. 1955-ben Attlee lemondott a pártvezetői címéről is, de haláláig tagja maradt az angol parlament felsőházának. 1967-re a sok dohányzás miatt meggyengült az egészsége, október 8-án tüdőgyulladásban hunyt el, hamvait a Westminsteri apátságban helyezték el.

## Publikációi
- The Social Worker (1920)
- The Town Councillor (1925)
- The Will and the Way to Socialism (1935)
- The Labour Party in Perspective (1937)
- Collective Security Under the United Nations (1958)
- Empire into Commonwealth (1961)

## Fordítás
- Ez a szócikk részben vagy egészben  a   Clement Attlee című angol Wikipédia-szócikk fordításán alapul.  Az eredeti cikk szerkesztőit annak laptörténete sorolja fel. Ez a jelzés csupán a megfogalmazás eredetét és a szerzői jogokat jelzi, nem szolgál a cikkben szereplő információk forrásmegjelöléseként.